# Yding Skovhøj
Yding Skovhøj (duń. skov - las, høj - wysoki) – najwyższy oficjalnie uznany punkt Danii, o ile pominąć należące do Danii terytoria zależne (Wyspy Owcze) i autonomiczne (Grenlandia). Znajduje się na wysokości 172,54 m n.p.m., jeśli liczyć go razem z kurhanem nagrobnym z epoki brązu. Wysokość samego wzgórza, bez kurhanu, wynosi 170,77 m n.p.m. Położony jest w gminie Skanderborg we wschodniej Jutlandii.
Najwyższym naturalnym wzniesieniem jest Møllehøj (170,86 m n.p.m.).